# St. Aloysius (Nortrup)

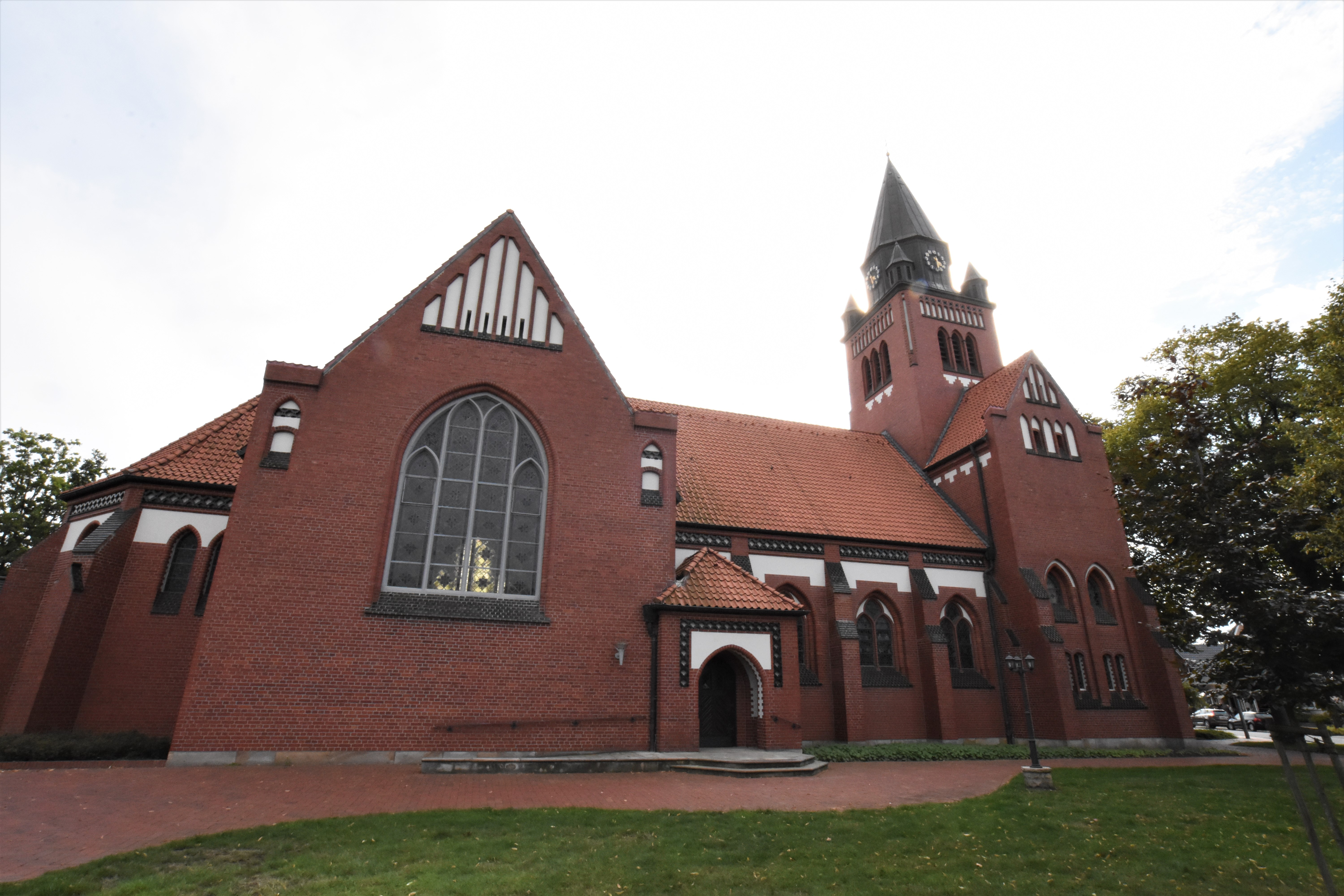
St. Aloysius

Die römisch-katholische Kirche St. Aloysius ist ein denkmalgeschütztes Kirchengebäude. Sie steht in Nortrup, einer Mitgliedsgemeinde der Samtgemeinde Artland im Landkreis Osnabrück, Niedersachsen. Sie ist dem Patrozinium des als Heiligem verehrten Aloisius von Gonzaga unterstellt. Die Kirchengemeinde wurde 1902 selbstständig und 1908 zur Pfarrei erhoben. Sie gehört zum Bistum Osnabrück der Kirchenprovinz Hamburg.

## Geschichte und Architektur
Bereits 1855 entstand eine Kapelle. Die jetzige neugotische Kirche aus Backsteinen, die äußerlich und im Innern vollständig erhalten geblieben ist, schuf 1913/14 der Osnabrücker Architekt A. Feldwisch-Drentup. Die Kreuzkirche hat zwei Querschiffe, ein breites im Osten vor dem Chor und ein schmales zwischen Kirchturm und Langhaus. Auf dem Vierungsturm, der den Chor vom Langhaus trennt, sitzt ein Dachreiter, flankiert von 4 kleinen Ecktürmchen. Der Chor hat einen 5/8-Schluss, an ihn ist nach Süden die Sakristei angebaut. Die Kirchenausstattung hat Elemente des Jugendstils. 